# Petru Neagu
Petru Neagu (ur. 13 sierpnia 1999) – mołdawski piłkarz występujący na pozycji skrzydłowego w rumuńskim klubie Dinamo Bukareszt. Młodzieżowy reprezentant Mołdawii.